# Erik ten Hag
Erik ten Hag (* 2. února 1970 Haaksbergen) je nizozemský profesionální fotbalový trenér a bývalý profesionální fotbalista. S nizozemským klubem AFC Ajax vyhrál dvakrát titul v Eredivisie a v roce 2019 dovedl tým do semifinále Ligy mistrů.
V letech 2022–2024 byl hlavním trenérem anglického klubu Manchester United FC.

## Hráčská kariéra
Ten Hag hrál na pozici středního obránce za nizozemské kluby FC Twente, De Graafschap, RKC Waalwijk a za FC Utrecht v nejvyšší nizozemské soutěži. Ten Hag ve své kariéře nastupoval i za druholigový De Graafschap, se kterým v sezóně 1990/91 postoupil do Eredivisie. V dresu Twente, jehož je odchovancem a ve kterém odehrál v průběhu své kariéry 9 sezón, vyhrál v roce 2001 KNVB Cup.
Svou profesionální hráčskou kariéru ukončil v roce 2002 ve věku 32 let, a to v dresu svého mateřského klubu FC Twente po sezóně 2000/01.

## Trenérská kariéra

### FC Twente
Po ukončení své hráčské kariéry v roce 2002 se stal trenérem mládežnických týmů FC Twente. V červenci 2006 se stal asistentem trenéra Freda Ruttena u A-týmu. Na pozici asistenta trenéra vydržel i po odchodu Ruttena do Schalke 04, když na lavičku hlavního trenéra FC Twente usedl Steve McClaren.

### PSV Eindhoven
V roce 2009 se stal asistentem trenéra Freda Ruttena v jiném nizozemském celku, a to v PSV Eindhoven. Poté, co Rutten klub v březnu 2012 opustil, z klubu odešel i ten Hag.

### Go Ahead Eagles
V létě 2012 se ten Hag stal hlavním trenérem klubu druholigového klubu Go Ahead Eagles, jehož spoluvlastníkem byl Marc Overmars. Na lavičce klubu zůstal pouze jednu sezónu, ve které klub dovedl k postupu do Eredivisie po sedmnácti letech.

### Bayern Mnichov II
Dne 6. června 2013 se stal hlavním trenérem rezervy Bayernu Mnichov, která hrála čtvrtou nejvyšší německou soutěž. V klubu vydržel dvě sezóny; v první sezóně ovládl ligovou soutěž, ale v baráži jeho výběr nestačil na Fortunu Köln a v druhé sezóně skončil na druhé ligové příčce.

### FC Utrecht
Ten Hag se stal v létě 2015 sportovním ředitelem a hlavním trenérem nizozemského Utrechtu. V sezóně 2015/16 dovedl klub k páté příčce. V sezóně 2016/17 to byla konečná čtvrtá příčka a postup do předkola následujícího ročníku Evropské ligy. V předkolech nejdříve vyřadili maltskou Vallettu a polský Lech Poznań, ale ve čtvrtém předkole narazili na ruský Zenit Petrohrad, přes který se Utrechtu nepodařilo postoupit. Z klubu odešel v prosinci 2017.

### AFC Ajax
Dne 21. prosince 2017 se ten Hag stal hlavním trenérem AFC Ajax. Ve zbytku sezóny 2017/18 dovedl tým k druhé příčce v lize, která klubu zajistila účast v předkolech Ligy mistrů. V nich Ajax postoupil přes rakouský Sturm Graz, belgický Standard Liège i ukrajinské Dynamo Kyjev až do základní skupiny soutěže. Ajax skončil v základní skupině na druhé příčce za Bayernem Mnichov a postoupil tak do vyřazovací fáze, ve které Ajax dovedl až do semifinále (poprvé v historii klubu od roku 1997), když si Ajax nejprve poradil s obhájci titulu, španělským Realem Madrid, v osmifinále po výhře 4:1 na Santiago Bernabéu a následně postoupil i přes italský Juventus po výsledcích 1:1 a 2:1. V prvním zápase semifinále porazil Ajax londýnský Tottenham Hotspur 1:0. V odvetném zápase na domácí půdě ještě o poločase Ajax vedl 2:0, nicméně ve druhém poločase vstřelil hattrick Lucas Moura (poslední branku vstřelil v 96. minutě) a otočil průběh celého dvojzápasu. Další gól v utkání nepadl a díky pravidlu venkovních gólů postoupil do finále londýnský celek.
Svoji první trofej z pozice trenéra vyhrál 5. května 2019, když Ajax ve finále KNVB Cupu porazil Willem II. O deset dní později získal Ajax také ligový titul po výhře nad De Graafschap.
Dne 18. dubna 2021 vyhrál ten Hag s Ajaxem další titul v nizozemském poháru po výhře 2:1 nad Vitesse ve finále. O dva týdny později prodloužil ten Hag svoji smlouvu s klubem až do léta 2023.
Dne 16. ledna 2022 se ten Hag stal trenérem, který v historii Eredivisie získal nejrychleji sta ligových výher s jedním klubem, a to když ve svém 128. ligovém zápasu na lavičce Ajaxu jeho tým porazil Utrecht 3:0.

### Manchester United
Dne 21. dubna 2022 bylo oznámeno, že se ten Hag stane hlavním trenérem Manchesteru United. Ten Hag prohrál svůj první zápas v Premier League 7. srpna doma s Brightonem 2:1. Po porážce 0:4 s Brentfordem 13. srpna ve svém druhém zápase Premier League se ten Hag stal prvním manažerem Manchesteru United od Johna Chapmana v roce 1921, který prohrál první dva zápasy ve funkci. 22. srpna vyhrál ten Hag svůj první soutěžní zápas v roli manažera Manchesteru United, když na Old Trafford zvítězil 2:1 nad úhlavním rivalem Liverpoolem. Byla to první ligová výhra United proti Liverpoolu od března 2018. 11. ledna 2023 ten Hag dovedl Manchester United k vítězství 3:0 nad Charltonem Athletic v EFL Cupu, a stal se tak manažerem Manchesteru United, který dosáhl nejrychleji 20 soutěžních výher, což se mu podařilo ve 27 zápasech. 26. února ten Hagův tým porazil Newcastle United 2:0 a vyhrál EFL Cup, šlo o první klubovou trofej od roku 2017. V prvním ligovém zápase po zisku trofeje však ten Hagovi svěřenci prohráli na Anfieldu proti Liverpoolu vysoko 7:0. Jednalo se o nejvyšší porážku v historii Manchesteru United v historii, poprvé od roku 1931 navíc inkasovali sedm gólů v jediném zápase. Sezónu 2022/23 zakončili Rudí ďáblové v lize na konečné třetí příčce a zajistili si účast v následujícím ročníku Ligy mistrů a také se dostal do finále FA Cupu, kde nakonec podlehli s Manchesteru City 2:1. V říjnu 2024 byl po prohře 1:2 s West Hamem vedením klubu odvolán pro neuspokojivé výsledky.

## Trenérské statistiky
K 16. květnu 2022
| Tým               | Od                | Do                | Statistiky | Statistiky | Statistiky | Statistiky | Statistiky |
| Tým               | Od                | Do                | Zápasy     | Výhry      | Remízy     | Prohry     | % Výhry    |
| ----------------- | ----------------- | ----------------- | ---------- | ---------- | ---------- | ---------- | ---------- |
| Go Ahead Eagles   | 1. července 2012  | 6. června 2013    | 39         | 19         | 10         | 10         | 48,72 %    |
| Bayern Mnichov II | 6. června 2013    | 22. května 2015   | 72         | 48         | 10         | 14         | 66,67 %    |
| FC Utrecht        | 23. května 2015   | 27. prosince 2017 | 111        | 56         | 25         | 30         | 50,45 %    |
| Ajax              | 28. prosince 2017 | 16. května 2022   | 215        | 158        | 28         | 29         | 73,49 %    |
| Celkem            | Celkem            | Celkem            | 437        | 280        | 75         | 82         | 64,1 %     |

## Ocenění

### Hráčská

#### De Graafschap
- Eerste Divisie: 1990/91

#### FC Twente
- KNVB Cup: 2000/01

### Trenérská

#### Ajax
- Eredivisie: 2018/19, 2020/21
- KNVB Cup: 2018/19, 2020//21[23]
- Johan Cruyff Shield: 2019